# African Wanderers F.C.
O African Wanderers F.C. é um clube de futebol sul-africano com sede em Chatsworth, Durban. 

## História
O clube foi fundado 1906. e chegou a disputar a Premier Soccer League.